# Col de Somport
Somportpasset (fransk: Col du Somport, spansk: Puerto de Somport) er et bjergpas, der ligger i 1.632 m.o.h. i de vestlige Pyrenæer. Det forbinder Aspedalen i Frankrig (departementet Pyrénées-Atlantiques, tidligere fyrstendømmet Béarn) med Canfranc-dalen i Spanien (den autonome provins Aragonien). Passet er en vigtig trafikforbindelse, da der kun er få andre muligheder for at krydse Pyrenæerne. Der har tidligere været togforbindelse mellem Pau og Pamplona via Somportpasset, men linjen er nedlagt på den franske side efter en godstogsulykke i 1970. 
Til gengæld er der nu lavet en vejtunnel, som fører trafikken dybt under passet. Det har fjernet den tunge trafik fra passet, som nu mest har karakter af et turiststed med muligheder for vandrere og skisportsfolk. Passet er snedækket fra slutningen af oktober til slutningen af maj. Landevejen N330a går over passet.

## Historie
Somportpasset er en af de ældste pyrenæerovergange. Allerede kelterne, romerne, karthagenienserne, visigoterne og maurerne brugte dette pas. Navnet er en nedslidt version af det latinske summus portus (= “den højeste overgang”), hvad det faktisk også er. I nærheden af passet findes et monument for pilgrimmene, og på vejen ned mod Canfranc kommer man forbi to interessante ruiner: det middelalderlige herberg for de vejfarende, Hospital de Santa Cristina, og fæstningen ved Candanchú.

## Pilgrimsvejen
Somportpasset danner forbindelse mellem Via Tolosane, den franske pilgrimsrute, og den nordspanske Camino aragonés, som netop begynder i selve passet. Passet var uden diskussion det mest brugte af pilgrimmene, der skulle fra Frankrig til Jakobsvejen i Spanien. Først da man havde fået nedkæmpet de baskiske landevejsrøvere i det 12. århundrede, blev passet ved Roncesvalles foretrukket, fordi det er lettere at komme over. Afstanden fra passet til Santiago de Compostela er 858 km.